# Titularbistum Igilgili
Igilgili ist ein Titularbistum der römisch-katholischen Kirche. 
Es geht zurück auf das Bistum der antiken Stadt Igilgili in der römischen Provinz Mauretania Caesariensis (heute Jijel an der Küste Algeriens)
| Titularbischöfe von Igilgili |                                   |                                                                                      |                  |                   |
| Nr.                          | Name                              | Amt                                                                                  | von              | bis               |
| 1                            | Edmund Joseph Fernando OMI        | Weihbischof in Colombo (Sri Lanka)                                                   | 9. April 1968    | 5. Dezember 1983  |
| 2                            | Antuvan Marovitch                 | Apostolischer Vikar von Istanbul (Türkei)                                            | 30. Oktober 1986 | 15. Dezember 1991 |
| 3                            | Phaolô Lê Đắc Trọng               | Weihbischof in Hanoi (Vietnam)                                                       | 23. März 1994    | 7. September 2009 |
| 4                            | Thomas Antonios Valiyavilayil OIC | Kurienbischof in Trivandrum Apostolischer Exarch von Sankt Ephrem in Khadki (Indien) | 25. Januar 2010  | 23. November 2019 |
| 5                            | Michael Kalu Ukpong               | Weihbischof in Umuahia (Nigeria)                                                     | 30. Mai 2020     | 1. November 2022  |
| 6                            | Edouard Tsimba Ngoma              | Weihbischof in Kinshasa (Demokratische Republik Kongo)                               | 15. Juli 2023    |                   |